# PDC Europe Next Gen
Die PDC Europe Next Gen ist eine Turnierserie im Dartsport, welche von der PDC Europe ab 2024 ausgetragen wird. Sie besteht aus mehreren über das Jahr verteilten sogenannten Floor-Turnieren, also Turnieren, die an einem einzigen Tag ohne Zuschauer ausgetragen werden. Die Next Gen dient als Qualifikationsmöglichkeit für die PDC Europe Super League und damit auch für die PDC World Darts Championship sowie für weitere Turniere. Ausgetragen wird sie aktuell in Deutschland und Österreich. Sie richtet sich dabei an Spieler aus Deutschland, Liechtenstein, Luxemburg, Österreich und der Schweiz, die mindestens 16 Jahre alt sind und keine PDC Tour Card innehaben. Die Teilnahme von Spielern aus anderen Ländern ist dann möglich, wenn der Geburtsort in einem der fünf genannten Länder liegt oder der Spieler seit mindestens fünf Jahren in einem der fünf genannten Länder lebt. 

## Geschichte
Die erste Austragung einer PDC-Europe-Next-Gen-Turnierserie wurde am 23. November 2023 von der PDC Europe bekanntgegeben. Eine Anmeldung für die Turnierserie im Jahr 2024 war ab dem 14. Dezember 2023 möglich. Der Verkauf des Season Pass für die Next Gen 2025 startete am 15. Dezember 2024.

## Modus
An einem Turnier der Next Gen nehmen bis zu 256 Spieler teil. Die Anmeldung zu den Turnieren erfolgt entweder über einen sogenannten Season Pass, mit dem man an allen Turnieren über ein Kalenderjahr verteilt direkt teilnehmen kann, oder man meldet sich direkt für ein einzelnes Turnier an. Pro Saison werden dabei maximal 100 Season Passes verteilt. Das gewonnene Preisgeld spielt dabei in mehrere Ranglisten hinein, welche als Qualifikation für verschiedene PDC-Turniere herangezogen werden.
Bei den einzelnen Turnieren werden dabei verschiedene Modi, je nach Spielort, ausgetragen. Aktuell werden folgende drei Formate ausgespielt:
- Das Turnier beginnt mit einer Gruppenphase, in der zunächst jeder gegen jeden einmal spielt. Daraufhin folgt eine K.-o.-Phase in der die Verlierer eines jeden Spieles aus dem Turnier ausscheiden. Mit jeder neuen Runde werden die Partien dabei neu ausgelost. Jede Partie wird dabei in Legs gespielt. Ein Leg gewinnt der Spieler, der als erstes genau 501 Punkte wirft. Der letzte Wurf eines Legs muss auf ein Doppelfeld erfolgen.
- Das Turnier beginnt mit einer Gruppenphase, in der zunächst jeder gegen jeden einmal spielt. Die Top 32 der Next Gen Ranking Table sind dabei als Gruppenköpfe gesetzt. Daraufhin folgt eine K.-o.-Phase, an der die Top zwei jeder Gruppe teilnehmen. In dieser scheiden die Verlierer eines jeden Spieles aus dem Turnier aus. Jede Partie wird dabei in Legs gespielt. Ein Leg gewinnt der Spieler, der als erstes genau 501 Punkte wirft. Der letzte Wurf eines Legs muss auf ein Doppelfeld erfolgen.
- Das Turnier wird komplett im K.-o.-System ausgespielt. In dieser scheiden die Verlierer eines jeden Spieles aus dem Turnier aus. Jede Partie wird dabei in Legs gespielt. Ein Leg gewinnt der Spieler, der als erstes genau 501 Punkte wirft. Der erste und letzte Wurf eines Legs muss auf ein Doppelfeld erfolgen.

Je nach erreichter Runde erhalten die Spieler dabei Preisgeld, welches in die verschiedenen Ranglisten der Next Gen einfließt. Zusätzliches Preisgeld für die Rangliste erhält man außerdem für besondere Leistungen im Spiel. Dazu zählen sogenannte Shortlegs (Legs, in denen die 501 Punkte mit zwölf oder weniger Darts auf Null gebracht werden), High-Finishes (Wenn mit den letzten drei Darts in einem Leg 101 Punkte oder mehr auf Null gebracht werden) und Maximum Scores (Wenn in einer Aufnahme von drei Darts 171, 174, 177 und 180 Punkte erzielt werden).

### Ranglisten
Alle erspielten Preisgelder fließen in die sogenannte Next Gen Ranking Table ein. Diese wird als Setzliste für einzelne Next Gen-Turniere herangezogen. Außerdem gibt es eine separate Youth Ranking Table, in die die erspielten Preisgelder von Spielern unter 24 Jahren einfließen. Die besten Spieler beider Ranglisten qualifizieren sich dabei für die PDC Europe Super League und erhalten freie Startplätze bei der PDC Qualifying School und den Host Nation Qualifiers für die European Darts Tour. Spieler der Youth Ranking Table erhalten außerdem freie Startplätze bei den Turnieren PDC Development Tour, welche in Deutschland ausgespielt werden. Darüber hinaus erhält die beste weibliche Spielerin der Saison 2025 einen Startplatz bei der Q-School 2026.

## Liste der Next Gen-Saisons
| Jahr | Anzahl | Spieler mit den meisten Siegen |
| ---- | ------ | ------------------------------ |
| 2024 | 18     | Niko Springer (4)              |
| 2025 | 15     | Daniel Klose (3)               |